# 北小营镇
北小营镇是中国北京市顺义区下辖的一个镇。

## 历史

### 中华人民共和国成立前
西汉初期在北小营一带狐奴山下置狐奴县。东汉初年，张堪任渔阳太守，在狐奴山下开稻田八千顷，教民种植，使民殷富。北小营下辖的大部分行政村也在此时成形。
明朝，北小营镇称北直隶北平府顺义县佃子里、城子里。清朝，称顺义县东北路属。民国初年属顺义县第八区，1949年，改称顺义县第三区。

### 中华人民共和国成立后
1956年撤区并乡，为北小营乡。1958年划属木林人民公社，1961年析出。1978年并入马坊公社西南部，1983年改乡，1990年2月置镇。

## 地理

### 位置
北小营镇位于顺义城区东北，西隔潮白河与牛栏山地区、马坡地区相望，东邻木林镇，南界南彩镇、杨镇地区，北接怀柔区杨宋镇。地处潮白河冲击平原一级阶地，地势北高南低。

### 水系
北小营镇河流相对密集，有东二支渠、小东河、箭竿河过境，西临潮白河。地下水水位浅、水质好，大胡营村建有北京市水源八厂，由地下管道向北京市内供水。

## 行政区划
北小营镇下辖2个社区，17个行政村：永利社区、水色时光花园社区、北小营村、上辇村、北府村、东乌鸡村、西乌鸡村、榆林村、后礼务村、前礼务村、马辛庄村、前鲁各庄村、后鲁各庄村、仇家店村、西府村、东府村、小胡营村、大胡营村和牛富屯村

## 交通
北小营镇距顺义城区10公里，有顺密路过境。

## 经济

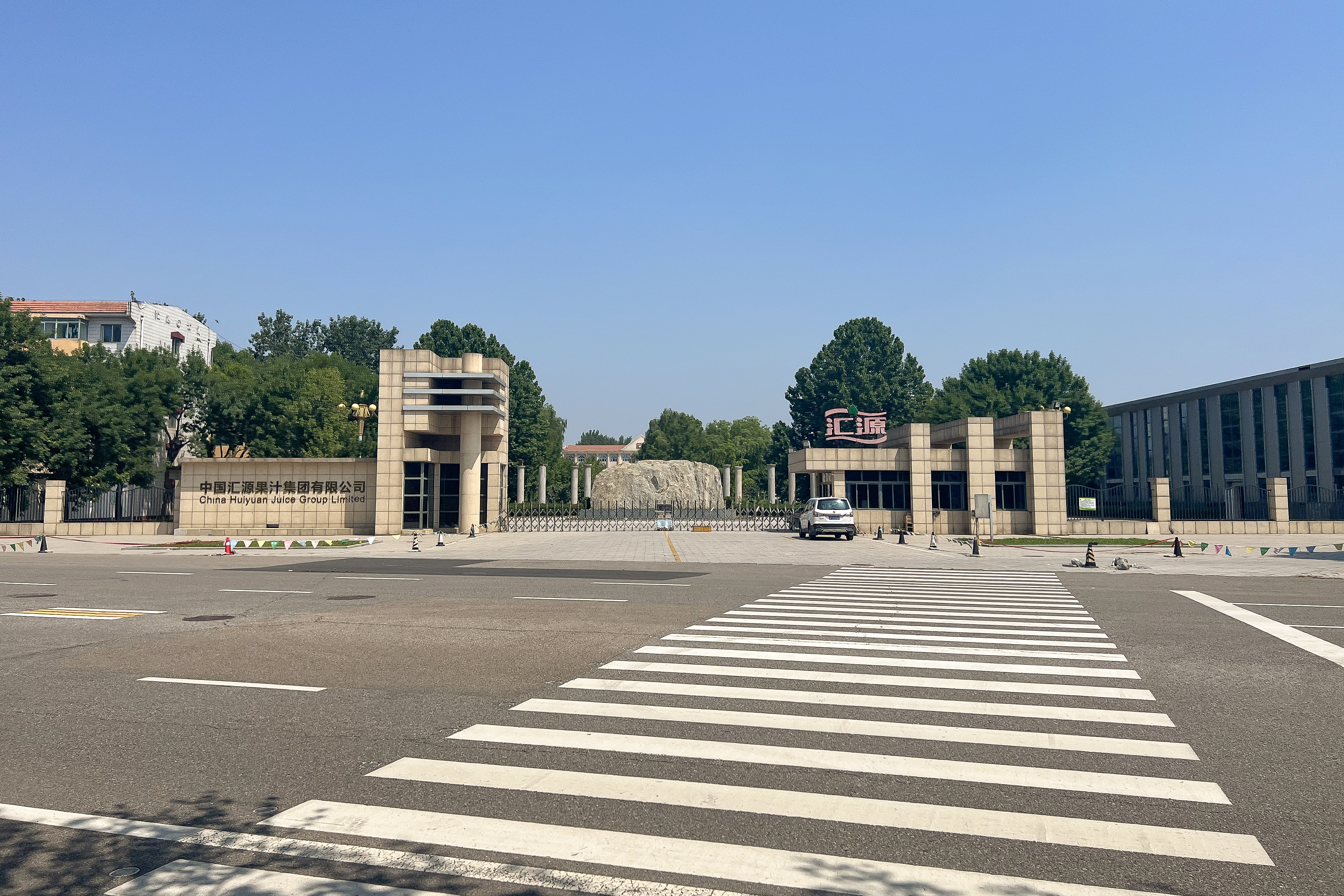
汇源集团总部

- 匯源果汁总部位于北小营。

## 历史遗迹
- 狐奴县遗址
- 张堪庙遗址